# Aeroviário
Um aeroviário é um trabalhador que, não sendo aeronauta, exerce funções em empresas de transporte aéreo. (Priberam, [2009]). No Brasil, é também considerado aeroviário o titular de licença e respectivo certificado válido de habilitação técnica expedidos pela Agência Nacional de Aviação Civil (ANAC, antigo DAC - Departamento de Aviação Civil) para prestação de serviços em terra, que exerça função efectivamente remunerada em aeroclubes, escolas de aviação civil, bem como o titular ou não, de licença e certificado, que preste serviço de natureza permanente na conservação, manutenção e despacho de aeronaves.

## Funções
No Brasil, o aeroviário só poderá exercer função, para a qual se exigir licença e certificado de habilitação técnica expedidos pela Agência Nacional de Aviação Civil (ANAC) e outros órgãos competentes, quando estiver habilitado para tal.
Os ajudantes são os aeroviários que auxiliam os técnicos, não lhes sendo facultada a execução de mão de obra especializada, sob sua responsabilidade quando for exigido certificado de habilitação oficial para o técnico de quem é auxiliar.
A profissão de aeroviário abrange os serviços:
- de manutenção
- de operações
- auxiliares de serviços gerais

Nos serviços de manutenção estão incluídos engenheiros, mecânicos e outros aeroviários que exerçam funções relacionadas com a manutenção das aeronaves, tais como:
- Motores convencionais ou turbinas
- Electrónica
- Instrumentos
- Rádio manutenção
- Sistemas elétricos
- Hélices
- Estruturas
- Sistema hidráulico
- Sistemas diversos

Nos serviços de operações normalmente, estão incluídas as funções relacionadas com o tráfego, às telecomunicações e a meteorologia, compreendendo despachantes e controladores de voo, gerentes, recepcionistas, radiotelegrafistas, radiotelefonistas, radioteletipistas, meteorologistas e outros aeroviários que exerçam funções relacionadas com as operações. Nos serviços auxiliares, estão incluídas as actividades compreendidas pelas profissões liberais, instrução, escrituração contabilidade e outras relacionadas com a organização técnica e comercial da empresa.
Nos serviços gerais, estão incluídas as actividades compreendidas pela limpeza e vigilância de edifícios, hangares, pistas.
Normalmente a duração do trabalho do aeroviário não excederá as 44 horas semanais. Para efeito de remuneração, será considerado como jornada normal, o período de trânsito gasto pelo aeroviário em viagem a serviço da empresa independente das diárias, se devidas.
É assegurado ao aeroviário uma folga semanal remunerada de vinte e quatro horas contínuas, preferencialmente aos domingos.
Nos serviços executados por turno, a escala será organizada de modo a evitar que a folga iniciada às zero horas de um dia termine às vinte e quatro horas do mesmo dia.
Havendo trabalho aos domingos por necessidade do serviço será organizada uma escala mensal que favoreça um repouso dominical por mês.
O trabalho nos dias feriados nacionais, estaduais e municipais será pago em dobro, ou compensado com o repouso em outro dia da semana, não podendo este coincidir com o dia de folga.
As férias anuais dos aeroviários serão de trinta dias corridos.
Os aeroviários só poderão exercer outra função diferente daquela para qual foram contratados, quando previamente for procedida a respectiva anotação na carteira profissional. (Decreto, [2009?]).

## Profissões

### Agente de serviço ao passageiro
Profissional de linha de frente, sendo o cartão de visita da companhia aérea. Actua em aeroportos nos serviços de "check-in", embarque e desembarque de passageiros, serviço de atendimento especial a passageiro VIP ou que requeira atenção especial (menores desacompanhados e idosos, por exemplo), sector de bagagens, entre outros.

### Emissor de passagens aéreas
Profissional de linha de frente, actua nas lojas de passagens ou nos balcões dos aeroportos das companhias aéreas, actua também nos serviços de reservas, informações, cálculo de tarifas aéreas, multas, excesso de bagagem e emissão de passagens aéreas nacionais e internacionais.

### Agente de carga aérea
Profissional de linha de frente que actua nas lojas de cargas ou terminais de carga aérea nos aeroportos, no atendimento a clientes ou em área operacional. Está apto a cálculos de tarifas e emissão de conhecimentos aéreos nacionais e internacionais, assim como conhecimento da documentação, da embalagem e do manuseio no despacho da carga aérea.

### Agenteload control
Profissional que actua na área operacional dos aeroportos. A sua função é de extrema importância. Efectua o balanceamento das aeronaves (distribui adequadamente o peso da carga, do correio, do material da companhia, das bagagens dos passageiros) de forma a que a aeronave possa efectuar um voo sem problemas, obedecendo assim aos limites operacionais de peso para cada tipo de aeronave, através de cálculos e distribuição de peso nos porões das aeronaves.

### Agente operacional de rampa
Profissional que actua na área operacional nos aeroportos. Este tipo de profissional tem conhecimentos técnicos de carregamento de aeronaves, paletização e manuseio de ULDs. Coordena os equipamentos e auxiliares de rampa, no carregamento e descarregamento da carga, do correio, do material da companhia e das bagagens dos passageiros das aeronaves junto ao sector de rampa.